# Chuột chù Hutan
Chuột chù Hutan, tên khoa học Crocidura hutanis, là một loài động vật có vú trong họ Chuột chù, bộ Soricomorpha. Loài này được Ruedi & Vogel miêu tả năm 1995. Chúng được tìm thấy ở vùng Hutan (Bắc Sumatra, Indonesia).